# Casearia coriacea
Casearia coriacea Vent. – gatunek rośliny z rodziny wierzbowatych (Salicaceae Mirb.). Występuje naturalnie na Reunionie oraz w Mauritiusie. 

## Morfologia
PokrójZrzucające liście drzewo lub krzew dorastające do 7–8 m wysokości.
LiścieBlaszka liściowa ma kształt od eliptycznego do owalnego lub jajowatego. Mierzy 4–10 cm długości oraz 2,5–5 cm szerokości, jest karbowana na brzegu, ma klinową nasadę i tępy lub ostry wierzchołek. Ogonek liściowy jest nagi i dorasta do 2–7 mm długości.
KwiatySą zebrane po co najmniej 3 w pęczki, rozwijają się w kątach pędów. Mają 5 działek kielicha o owalnym kształcie i dorastających do 3–5 mm długości. Kwiaty mają 8–10 pręcików.
OwoceMają podługowaty kształt i osiągają 8 mm średnicy.

## Biologia i ekologia
Rośnie w lasach, na wysokości do 1200 m n.p.m.